# Souffles
Souffles ist ein Musikalbum von Naïssam Jalal. Die zwischen November 2021 und Januar 2025 in Montreuil entstandenen Aufnahmen erschienen am 30. Mai 2025 auf dem Label Les Couleurs du Son.

## Hintergrund
Souffles (deutsch „Atemzüge“) ist Jalals zehntes Album unter eigenem Namen. Das Album enthält acht Duette mit unterschiedlichen Bläsern. Die ersten vier Begegnungen fanden im November 2021 in Montreuil mit den Saxophonisten Thomas de Pourquery, Sylvain Rifflet und Archie Shepp sowie dem Klarinettisten Yom statt. Im Dezember 2024 nahm Jalal dort mit dem Bassklarinettisten Louis Sclavis auf. Im Januar 2025 folgten in Montreuil noch Aufnahmen mit den Saxophonisten Emile Parisien und Irving Acao sowie mit dem Posaunisten Robinson Khoury. Jalals Ziele für das Projekt waren zweierlei: Erstens wollte sie Stücke mit Blick auf die unverwechselbare Persönlichkeit jedes Musikers schreiben, und zweitens hoffte sie, mit ihren Gästen eine gemeinsame musikalische Basis zu finden.

## Titelliste
- Naïssam Jalal: Souffles (Les Couleurs du Son CDS 238933CD)[2]

1. Souffle #5 feat. Thomas de Pourquery 4:25
2. Souffle #3 feat. Yom 4:51
3. Souffle #4 feat. Sylvain Rifflet 3:59
4. Souffle #7 feat. Louis Sclavis 4:48
5. Souffle #6 feat. Irving Acao 4:34
6. Souffle #8 feat. Robinson Khoury 4:18
7. Souffle #9 feat. Emile Parisien 4:35
8. Souffle #1 feat. Archie Shepp 4:21

Die Kompositionen stammen von Naïssam Jalal.

## Rezeption

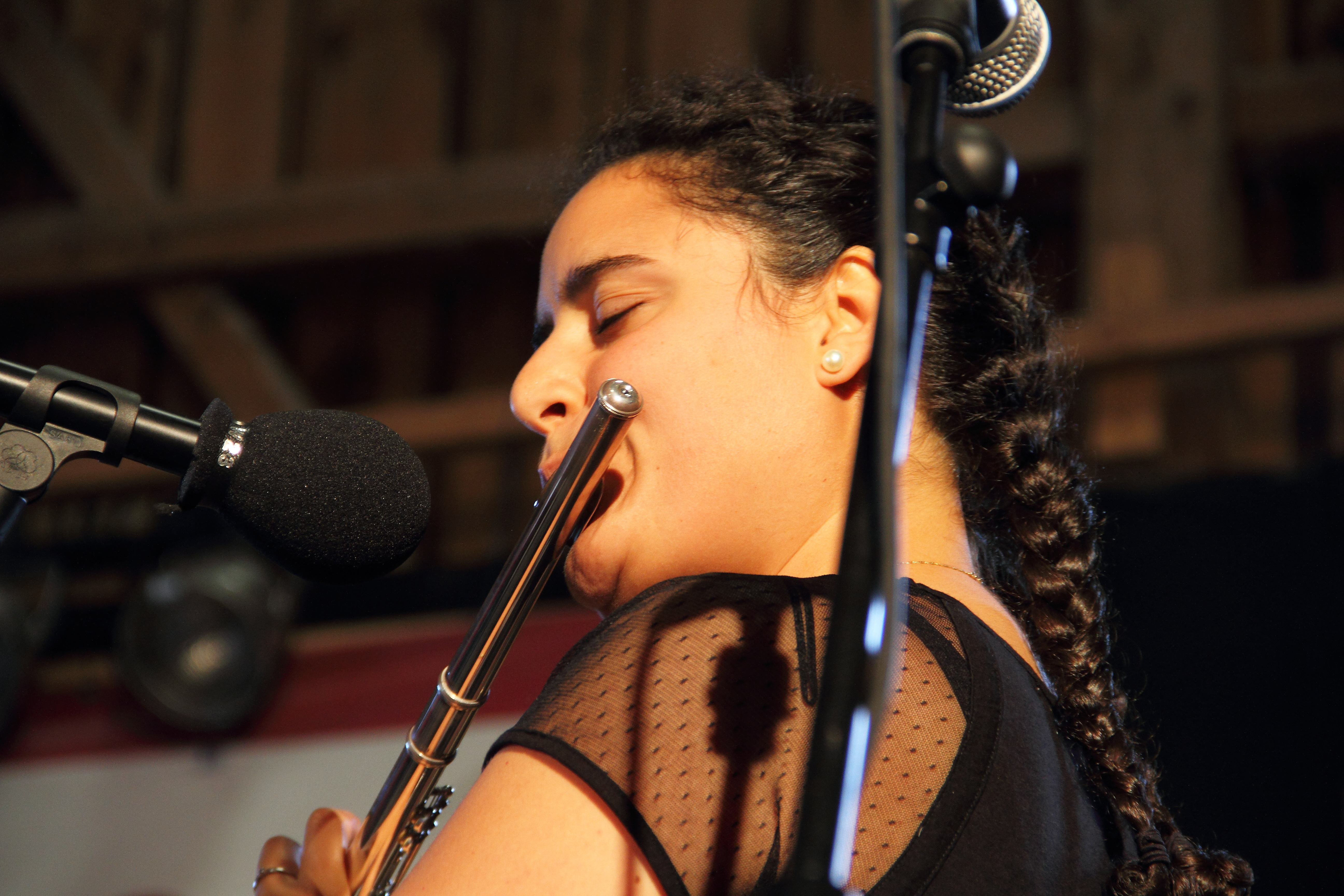
Naïssam Jalal auf dem INNtöne Jazzfestival 2017

Die Stücke würden sich durch eine enorme Vielfalt auszeichnen, die auf die großen Unterschiede in Charakter und Klang von Jalals Partnern zurückzuführen seien, schrieb Kevin Le Gendre in Jazzwise. Trotz der vorherrschenden Intimität könne die Musik leidenschaftlich, wenn nicht gar explosiv wirken, und die Interpretationen zeichneten sich durch eine beachtliche Fülle tiefer Register aus, die einen schönen Kontrast zur zarten Flöte bilde und deren Legato-Abstiege in sinnliche Dunkelheit abfedere. Während die Musiker agil zwischen rhythmischer Begleitung und melodischen Unisono-Linien wechseln, erreiche das Album einen wahren emotionalen Höhepunkt im Duett mit dem legendären amerikanischen Saxophonisten Archie Shepp, dessen temperamentvolles, spitzes Bläserspiel und tiefes Gospel-Gestöhne kraftvoll mit Jalals eigenen bewegenden, wortlosen Beschwörungen verschmelzen. Dies sei Musik mit einer Gefühlstiefe, die der Schönheit ihrer Ausführung entspreche.
Souffles sei ein Meilenstein, den sie auf typisch experimentierfreudige Weise markiere, schrieb Frank Graham (UK Jazz News). Souffles sei vor allem eine Hommage an die menschliche Verbundenheit, und wie der Titel subtil daran erinnere, würden diese Dialoge letztlich aus kreativem Einfallsreichtum und menschlichem Atem entstehen. Dies habe das Potenzial, zu so etwas wie einer langlebigen Serie zu werden.
Die Flötistin und Komponistin Naïssam Jalal hätte mit Souffles ein ambitioniertes Projekt gestartet, meinte Philippe Blanchet (Rolling Stone). Nach Sylvain Rifflet würde der großartige Archie Shepp, bewegender denn je, zu diesem freudigen, emotionsgeladenen Projekt mit all seiner Leidenschaft beitragen und damit das immense Talent einer herausragenden Musikerin beleuchten.